# Relic Hunter
Relic Hunter (Cazadores de reliquias en Hispanoamérica y Cazatesoros en España) es una serie de televisión británico-canadiense, con un reparto encabezado por Tia Carrere y Christien Anholt. La actriz Lindy Booth también comparte reparto durante las dos primeras temporadas; Tanja Reichert la sustituye en la tercera. Está inspirada por el éxito del videojuego Tomb Raider.
Fue emitida durante tres temporadas en los EE. UU. entre 1999 y 2002 después de cumplir su contrato de tres temporadas y 66 episodios, el cual no fue renovado. La serie se ha emitido en más de 25 países. En Reino Unido y República de Irlanda es emitida por Sky 1 y su subsidiaria de canales, mientras que en Canadá es emitida por Citytv, Space y CTV.
En España la serie se estrenó en marzo de 2001 en el canal Telecinco, de emisión nacional, emitiéndose los domingos por la tarde con buenas audiencias. Se emitió también en el canal Factoría de Ficción (propiedad de Telecinco), y más tarde en Neox (canal propiedad de Atresmedia Televisión) y en 8tv (canal catalán propiedad de Mediaset). Entre el 3 de julio y el 21 de agosto de 2017 volvieron a ser emitidos todos los episodios por el canal Paramount Channel (hoy, Paramount Network), y actualmente se siguen emitiendo reposiciones.

## Trama
La serie se centra alrededor de Sydney Fox (Tia Carrere), una profesora de historia que compagina su trabajo en la universidad con su faceta de aventurera y arqueóloga, buscando artefactos antiguos para retornarlos o donarlos a museos o a los descendientes de sus propietarios originales. Es ayudada por su más reservado asistente lingüístico, el inglés Nigel Bailey (Christien Anholt), y ambos son asistidos desde la universidad (identificada como Trinity College) por su secretaria Claudia (Lindy Booth), la malcriada, algo cabeza hueca y obsesionada con la moda hija de uno de los mayores donantes de la universidad. El personaje de Claudia fue reemplazado en la tercera temporada por Karen Petrushky (Tanja Reichert), quien tiene más talento que Claudia para ocuparse de problemas burocráticos.
Al principio de cada episodio, hay un breve flashback en el que una reliquia o artefacto es usado o abusado en su época original, antes de ser perdido, robado o escondido. El episodio salta después a la universidad Trinity College en el presente, donde Sydney y Nigel son requeridos para encontrar la reliquia por alguna persona o agencia (como un museo), coleccionista privado (disfrazado) o gobierno. La mayoría de los episodios muestran a ambos protagonistas viajando alrededor del mundo, buscando pistas para encontrar el artefacto. Abundan las complicaciones, a menudo con cazadores rivales involucrados que buscan los artefactos por poder o dinero, y con los que generalmente terminan luchando, dando a Sydney la oportunidad de mostrar su destreza en artes marciales. Ambos deben entonces hacerse con la reliquia y asegurarse de que acabe en las manos adecuadas. El episodio termina con una escena en el Trinity College en la que se explica lo que ha pasado con la reliquia.

## Personajes
La serie contó con cuatro papeles protagonistas a lo largo de su emisión. Sydney Fox y Nigel Bailey son los únicos personajes que aparecen en los 66 episodios de la serie.
- Sydney Fox (Tia Carrere): la protagonista principal y trotamundos cazatesoros, trabaja cercanamente con Nigel Bailey, al que conoce en el primer episodio. Es muy competente en el combate, tanto mano a mano como con armas. Tiene muchos contactos alrededor del mundo, tanto en el campo arqueológico como en otros campos, y es muy protectora con sus asistentes, estudiantes y colegas, viajando a cualquier parte del mundo sin aviso con tal de rescatarlos. Es oficialmente profesora de Estudios Antiguos, y en las pocas ocasiones en las que se la ve enseñando, se la ve hablando sobre antropología, arqueología e historia.
- Nigel Bailey (Christien Anholt): el profesor asistente y más reservado compañero de Sydney, que la acompaña en sus viajes mientras busca las reliquias. A menudo se encuentra en situaciones incómodas y necesita la ayuda de Sydney para salir de ellas. Está secretamente enamorado de Sydney.
- Claudia (Lindy Booth): la asistente y secretaria de Sydney, que a menudo ayuda a Sydney y Nigel desde el despacho de la universidad mientras ellos están fuera. A veces juega un papel vital en encontrar una reliquia y comparte bromas ingeniosas con Nigel. A pesar de su incompetencia general, posee una habilidad para encontrar soluciones creativas a las dificultades a las que Sydney y Nigel se enfrentan en sus viajes, salvándolos varias veces. En ocasiones también se ha unido a Sydney y Nigel en sus viajes.
- Karen Petrushky (Tanja Reichert): la sustituta de Claudia para la tercera y última temporada. Es presentada como mucho más competente que Claudia en su trabajo de secretaria, si bien tenía una mayor tendencia a ser secuestrada.

También hay varios personajes recurrentes en la serie:
- Stewie Harper (Tony Rosato): cazador de reliquias que tiene una relación de amor-odio con Sydney. Siempre aparece queriendo ayudar a Sydney a encontrar una reliquia aparentemente de forma altruista, pero al final se revelan sus auténticas intenciones, que son quedarse con las reliquias para venderlas, lo cual desconcierta a Sydney.
- Kurt Reiner (Thomas Kretschmann): un excompañero de Sydney que se ha convertido en su rival.
- Derek Lloyd (Louis Mandylor): un agente de la CIA que pide la ayuda de Sydney en varias ocasiones.
- Lynette (Lori Gordon): sustituye a Claudia como secretaria en dos episodios.
- Cate Hemphill (Nancy Anne Sakovich): una agente de la Interpol de la que Nigel se enamora ocasionalmente.
- Preston Bailey (Crispin Bonham-Carter): el hermano de Nigel y su peor enemigo.
- Fabrice De Viega (Simón MacCorkindale): uno de los peores enemigos de Sydney, quien mató a su mentor cuando era pequeña.

## Producción
Las escenas en el campus del Trinity College fueron filmadas en el campus St. George en la Universidad de Toronto en Canadá. Los límites del campus mostrados frecuentemente a lo largo de la serie incluyen el Victoria College y la Soldier's Tower (directamente adyacente a Hart House).
Todas las temporadas fueron filmadas en formato panorámico 16:9 y scan 4/3, como la mayoría de las producciones de Fireworks Entertainments de la época.      

## Premios y nominaciones
- Tia Carrere (Sydney Fox) - premio Alma - Mejor actriz de una serie dramática.
- Nominación de la serie - Gemini Awards - Mejor diseño de producción de un programa o serie dramático.